# Carl Axel Reuterskiöld
Carl Ludvig August Axel Reuterskiöld, född 12 januari 1870 i Hovförsamlingen, Stockholms stad, död 8 april 1944 i Jonsbergs församling, Östergötlands län (folkbokförd i Uppsala församling), var en svensk jurist och politiker.

## Biografi
Reuterskiöld var son till överste Axel Reuterskiöld och Charlotte (född Wrangel). Han blev filosofie kandidat vid Uppsala universitet 1889, filosofie doktor och docent i statskunskap och folkrätt 1893. Han var en av grundarna av föreningen Heimdal. Han var lärare i internationell rätt vid sjökrigshögskolan 1899–1912 och blev professor i juridisk encyklopedi och romersk rätt vid Uppsala universitet 1901. Han var professor i statsrätt och folkrätt 1909–1935.
Reuterskiöld var regeringens ensamutredare angående kvinnans politiska rösträtt 1909–1911. Reuterskiöld var ledamot av riksdagens första kammare 1919–1938, fram till 1921 för Uppsala läns valkrets och från 1922 för Stockholms läns och Uppsala läns valkrets. Han var först politisk vilde, men anslöt sig senare till bondeförbundet, först 1922 och definitivt från 1924.
Kommendör av Nordstjärneorden 1:a klassen, 6 juni 1931 (kommendör 8 december 1923; riddare 1910).
Carl Axel Reuterskiöld är begravd på Uppsala gamla kyrkogård.